# Aurora (bolygó)
Az Aurora egy kitalált bolygó Isaac Asimov Alapítvány–Birodalom–Robot regényciklusában. Ez volt az űrlakók által elsőnek betelepített világ, melyet először 'Új Föld'-nek neveztek; körülbelül 3,7 parszek (12 fényév) távolságra volt a Földtől, a Tau Ceti csillagrendszerben.

## A bolygó földrajzi jellemzői
Csillaga:
- Színképosztály: G-4
- Tömeg: 9-szerese a Napnak

Bolygó:
- Pályahajlás: 16º
- Forgási idő: 0,93 galaktikus standard nap
- Keringési idő: 0,95 galaktikus standard év

Holdak:
- Tithonus
- Tithonus II

## Eredete és történelme
A bolygót 2064-ben kezdtek el benépesíteni, két évvel azután, hogy Clinton Madarian egyik robotja intuitív módon kikövetkeztette a Naprendszer közelében található lakható bolygók helyét. A robotok segítségével ekkor indult meg a Külső Világok terraformálása, köztük is elsőként a Tau Ceti rendszer egyik bolygóján, melyet Új Földnek neveztek el. Később, utalva az űrlakó kultúra hajnalára, a nevet Aurorára változtatták, majd lassan kialakult egy teljesen robotizált társadalom.
Közel kétezer év múlva az Aurorán alkotja meg R. Daneel Olivaw-t, a humanoid robotot Roj Nemennuh Sarton és Han Fastolfe.
Időszámításunk szerint 5024-ben, Elijah Baley és R. Giskard Reventlov (telepatikus robot) hatására az Aurora engedélyezi a Föld számára a gyarmatosítást, sőt technikai segítséget is nyújt nekik ebben.
Han Fastolfe halála után a bolygó tanácsának élére Kelden Amadiro kerül, aki mindenképpen el akarja pusztítani a Földet. Neki és társának, Levular Mandamusnak nagy szerepe lesz később a Föld radioaktivitásának előidézésében.
Évezredekkel később az auroraiak elhagyják a bolygójukat robotjaikkal együtt, és a Galaktikus Birodalom központjában, a Trantoron, azon belül is a Mycogen szektorban telepednek le. A bolygón közben a növény- és állatvilág teljesen elburjánzott, de főként az elvadult kutyák szaporodtak el. Ezt az odalátogató Golan Trevize, Janov Pelorat és Blissenobiarella is tapasztalja.

## Politika
Az Aurora vezetője az elnök, akinek azonban csak névleges hatalma van, bár a bolygó tanácsa általában elfogadja az ő döntését. Az elnök dönt ugyanis a vitás helyzetekben, ahogy az látható volt Han Fastolfe és Kelden Amadiro esetében is. Ha a tanács végül leszavazza az elnököt, az lemondásra kényszerül, ezzel jelentős válságot idézve elő.
Az Aurorának kétszázmillió lakosa volt, de rajtuk kívül itt élt még tízmilliárd robot is. A legnagyobb városa (egyben a Külső Világok legnagyobb városa) Eos volt, itt helyezkedett el Amadiro Robotikai Intézete, de itt lakott Han Fastolfe és Gladia is, miután áttelepült a Solariáról.